# Brésil aux Deaflympics
Le Brésil participe six fois aux Deaflympics d'été depuis 1993. Le pays n'a jamais participé aux Jeux d'hiver.

## Bilan général
L'équipe de Brésil obtient cinq médaille des Deaflympics.
| Année | Médaille d'or, Jeux olympiques | Médaille d'argent, Jeux olympiques | Médaille de bronze, Jeux olympiques | Total | Rang |
| 1993  | 0                              | 0                                  | 0                                   | 0     | NC   |
| 1997  | 0                              | 0                                  | 0                                   | 0     | NC   |
| 2001  | 0                              | 0                                  | 0                                   | 0     |      |
| 2005  | 0                              | 0                                  | 0                                   | 0     | NC   |
| 2009  | 0                              | 0                                  | 1                                   | 1     |      |
| 2013  | 0                              | 1                                  | 3                                   | 4     |      |
| 2017  | 1                              | 0                                  | 4                                   | 5     |      |
| Total | 1                              | 1                                  | 8                                   | 10    |      |